# Ка Карбоне (Перуђа)
Ка Карбоне је насеље у Италији у округу Перуђа, региону Умбрија.
Према процени из 2011. у насељу је живело 23 становника. Насеље се налази на надморској висини од 168 м.